# 213P/Van Ness
La cometa Van Ness 2, formalmente 213P/Van Ness, è una cometa periodica appartenente alla famiglia delle comete gioviane.
Durante il suo secondo passaggio al perielio, dal suo nucleo cometario si sono staccati due frammenti, il primo è stato denominato 213P-B/Van Ness, il frammento ha raggiunto la 20ª magnitudine, se sopravviverà dovrebbe passare al prossimo perielio nel 2017 con circa 8 ore di ritardo rispetto al nucleo principale, il secondo è stato denominato 213P-C/Van Ness.